# The Christmas Day
This Christmas Day é o quinto álbum de estúdio e primeiro natalício da cantora britânica Jessie J, lançado a 26 de outubro de 2018 através da editora discográfica Republic Records. A produção da obra esteve a cargo de David Foster, Babyface, Rodney Jerkins e pela dupla Jimmy Jam e Terry Lewis. Inclui colaborações de Babyface, em "The Christmas Song", e de Boyz II Men, em "Winter Wonderland".

## Antecedentes
A gravação do disco decorreu durante duas semanas enquanto a cantora estava em digressão na Europa, com a R.O.S.E. Tour. Jessie J afirmou que a decisão de criar a obra foi tomada "no último minuto" e que trabalhar com os produtores creditados foi um "sonho tornado realidade":
| “ | Acordei um dia em julho e disse 'eu quero fazer um álbum natalício'. Tinha muito pouco tempo e estava a dar concertos de verão, mas quando eu coloco um desafio a mim mesma é a valer! | ” |

## Alinhamento
| N.º            | Título                                        | Compositor(es)                             | Produtor(es)                                   | Duração |  |
| 1.             | "Santa Claus Is Comin' to Town"               | Haven Gillespie, John Frederick Coots      | David Foster                                   | 3:07    |  |
| 2.             | "Man with the Bag"                            | Duddley Brooks, Hal Stanley, Irving Taylor | Rupert Christie, Courtney Ballard, Kuk Harrell | 2:44    |  |
| 3.             | "Rockin' Around the Christmas Tree"           | Johnny Marks                               | Rodney Jerkins, Marvin Hemmings                | 2:19    |  |
| 4.             | "Jingle Bell Rock"                            | James Boothe, Josheph Beal                 | Rodney Jerkins, Marvin Hemmings                | 2:39    |  |
| 5.             | "Rudolph the Red-Nosed Reindeer/Jingle Bells" | James Pierpont, Johnny Marks               | Jimmy Jam, Terry Lewis, John Jackson           | 4:22    |  |
| 6.             | "Let It Snow"                                 | Jule Styne, Sammy Cahn                     | Jimmy Jam, Terry Lewis, John Jackson           | 2:05    |  |
| 7.             | "Winter Wonderland" (com Boyz II Men)         | Felix Bernard, Richard B. Smith            | Babyface, Antonio Dixon, Demonte Posey         | 2:43    |  |
| 8.             | "The Christmas Song" (com Babyface)           | Mel Tormé, Robert Wells                    | Babyface, Antonio Dixon                        | 4:05    |  |
| 9.             | "This Christmas Day"                          | Jessica Cornish, Rodney Jerkins            | Rodney Jerkins                                 | 3:45    |  |
| 10.            | "White Christmas"                             | Irving Berlin                              | Rodney Jerkins, David Nathan                   | 3:26    |  |
| 11.            | "Silent Night"                                | Franz Xaver Gruber, Joseph Mohr            | David Foster                                   | 3:48    |  |
| Duração total: | Duração total:                                | Duração total:                             | Duração total:                                 | 35:03   |  |